# La Villeneuve-au-Châtelot
La Villeneuve-au-Châtelot – miejscowość i gmina we Francji, w regionie Grand Est, w departamencie Aube.
Według danych na rok 1990 gminę zamieszkiwało 146 osób, a gęstość zaludnienia wynosiła 24 osób/km².